# فاطمة بنت الحسين
فاطمة بنت الحسين، هي بنت الحسين بن علي، أمها أم إسحاق بنت طلحة حسب المشهور، وُلدت عام 40 هـ حسب بعض الروايات، وتزوّجت من ابن عمها الحسن بن الحسن المثنى، وكانت عالمة محدّثة، كما تُعدّ من رُواة الحديث. وحضرت كربلاء.

## نسبها
فاطمة بنت  الحسين بن علي بن أبي طالب بن عبد المطلب بن هاشم بن عبد مناف بن قصي بن كلاب بن مرة بن كعب بن لؤي بن غالب بن فهر بن مالك بن قريش بن كنانة بن خزيمة بن مدركة بن إلياس بن مضر بن نزار بن معد بن عدنان.
أمها هي أم إسحاق بنت الصحابي طلحة بن عبيد الله بن عثمان بن عمرو بن كعب بن سعد بن تيم بن مرة بن كعب بن لؤي بن غالب بن فهر بن مالك بن قريش بن كنانة بن خزيمة بن مدركة بن إلياس بن مضر بن نزار بن معد بن عدنان.
عن أبي فرج الأصفهاني: «وأمها أم إسحاق بنت طلحة بن عبيد الله. وأمها الجرباء بنت قسامة بن رومان من طيء. أخبرني احمد بن سعيد قال: حدثنا يحيى بن الحسن قال: إنما سميت الجرباء بنت قسامة لحسنها كانت لا تقف إلى جانبها امرأة - وإن كانت جميلة - إلا استقبح منظرها لجمالها وكان النساء يتحامين أن يقفن إلى جانبها فشبهت بالناقة الجرباء التي تتوقاها الإبل مخافة أن تعديها.» - كتاب مقاتل الطالبيين - .
وفي رواية أخرى أنّ أمها هي شهربانو بنت يزدجرد الثالث آخر الاكاسرة الساسانيين.

## زواجها
تزوجت فاطمة بنت الحسين من ابن عمها الحسن المثنى بن الحسن السبط بن علي بن أبي طالب، وعن كتاب «مقاتل الطالبيين» لأبي الفرج الأصفهاني قال: «حدّثني أحمد بن سعيد قال: حدّثني يحيى بن الحسن قال: حدّثنا إسماعيل ابن يعقوب قال: حدّثني جدّي عبد الله بن موسى بن عبد الله بن الحسن قال: خطب الحسن بن الحسن إلى عمه الحسين وسأله أن يُزوّجه إحدى ابنتيه، فقال له الحسين اختر يا بني أحبهما إليك فاستحيى الحسن ولم يحر جوابًا، فقال له الحسين: فإني قد اخترت لك ابنتي فاطمة فهي أكثرهما شبهًا بأمي فاطمة بنت رسول الله. وقال حرمى بن العلاء عن الزبير بن بكار: أن الحسن لما خيره عمه اختار فاطمة. وكانوا يقولون: إن امرأة مردودة بها سكينة لمنقطعة القرين في الجمال...».
ومات عنها ابن عمها الحسن المثنى عام 97 هجرية، فتزوجها عبد الله الأكبر بن عمرو بن عثمان بن عفان بن أبي العاص بن أمية القرشي جد الأمويون، وهو عم الشاعر الذي يقال له العرجي فولدت له أولاداً منهم محمد المقتول مع أخيه عبد الله بن الحسن المثنى، ويقال له الديباج، والقاسم، ورقية، بنو عبد الله بن عمرو بن عثمان بن عفان. ومات عنها عبد الله بن عمرو، فأبت أن تتزوج من بعده إلى أن توفيت عام 110 أو عام 117 للهجرة بالمدينة المنورة.

## روايتها الحديث
[بحاجة لإعادة كتابة]
روت فاطمة بنت الحسين أحاديث مرفوعة إلى النبي عن طريق جدتها فاطمة الزهراء، وأبيها الحسين السبط.
وقال البيهقي: حدثنا أبو عبد الله الحافظ حدثنا أبو العباس حدثنا أحمد بن عبد الجبار حدثنا يونس عن ابن إسحاق حدثني إسماعيل بن أبي حكيم مولى الزبير أنه حدث عن خديجة بنت خويلد أنها قالت لرسول الله فيما بينه مما أكرمه الله به من نبوته: يا ابن عم تستطيع أن تخبرني بصاحبك هذا الذي يأتيك إذا جاءك؟ فقال: نعم. فقالت: إذا جاءك فأخبرني. فبينا رسول الله عندها إذ جاء جبريل فرآه رسول الله فقال: يا خديجة هذا جبريل. فقالت: أتراه الآن؟ قال: نعم. قالت: فاجلس إلى شقي الأيمن فتحول فجلس فقالت: أتراه الآن؟ قال: نعم. قالت: فتحول فاجلس في حجري. فتحول فجلس في حجرها فقالت: هل تراه الآن؟ قال: نعم. فتحسرت رأسها فشالت خمارها ورسول الله جالس في حجرها فقالت: هل تراه الآن؟ قال: لا. قالت: ما هذا بشيطان إن هذا لملك يا ابن عم فاثبت وأبشر ثم آمنت به وشهدت أن ما جاء به هو الحق.
قال ابن إسحاق فحدثت عبد الله بن حسن هذا الحديث فقال: قد سمعت أمي فاطمة بنت الحسين تحدث بهذا الحديث، عن خديجة إلا أني سمعتها تقول: أدخلت رسول الله بينها وبين درعها فذهب عند ذلك جبريل.
وقال أبو سعيد بن الأعرابي: حدثنا سعدان بن نصر، ثنا سفيان بن عيينة، عن الوليد بن كثير، عن حسن بن حسين، عن فاطمة بنت الحسين، أن رسول الله قبض وله بردان في الجف يعملان. وهذا مرسل.
فأما حديث رد الشمس بعد مغيبها، فقد أنبأني شيخنا المسند الرحلة بهاء الدين القاسم بن المظفر بن تاج الأمناء بن عساكر إذنا، قال: أخبرنا الحافظ أبو عبد الله محمد بن أحمد بن عساكر، المشهور بالنسابة كتابة قال: أنا الحافظ الكبير أبو القاسم علي بن الحسين بن هبة الله بن عساكر في كتابه قال: أخبرنا أبو المظفر بن القشيري وأبو القاسم المستملي، قالا: ثنا أبو عثمان الحيري أنا أبو محمد عبد الله بن محمد بن الحسن الداندانقاني بها، أنا محمد بن أحمد بن محبوب. وفي حديث ابن القشيري: ثنا أبو العباس المحبوبي، ثنا سعيد بن مسعود (ح) قال الحافظ أبو القاسم بن عساكر: وأنا أبو الفتح الماهاني، أنا شجاع بن علي، أنا أبو عبد الله بن منده، أنا عثمان بن أحمد التنيسي، أنا أبو أمية محمد بن إبراهيم قال: حدثنا عبيد الله بن موسى، ثنا فضيل بن مرزوق، عن إبراهيم بن الحسن - زاد أبو أمية: بن الحسن - عن فاطمة بنت الحسين، عن أسماء بنت عميس قالت: كان رسول الله يوحى إليه ورأسه في حجر علي، فلم يصل العصر حتى غربت الشمس، فقال رسول الله: صليت العصر? - وقال أبو أمية: «صليت يا علي؟» - قال: لا. قال رسول الله - وقال أبو أمية: فقال النبي -: اللهم إنه كان في طاعتك وطاعة نبيك - وقال أبو أمية: «رسولك» - فاردد عليه الشمس. قالت أسماء: فرأيتها غربت ثم رأيتها طلعت بعد ما غربت. وقد رواه الشيخ أبو الفرج بن الجوزي في «الموضوعات» من طريق أبي عبد الله بن منده، كما تقدم، ومن طريق أبي جعفر العقيلي، ثنا أحمد بن داود، ثنا عمار بن مطر، ثنا فضيل بن مرزوق، فذكره، ثم قال: وهذا حديث موضوع، وقد اضطرب الرواة فيه، فرواه سعيد بن مسعود، عن عبيد الله بن موسى، عن فضيل بن مرزوق، عن عبد الرحمن بن عبد الله بن دينار، عن علي بن الحسن، عن فاطمة بنت علي، عن أسماء، وهذا تخليط في الرواية. قال: وأحمد بن داود ليس بشيء؛ قال الدارقطني: متروك كذاب. وقال ابن حبان: كان يضع الحديث. وعمار بن مطر قال فيه العقيلي: كان يحدث عن الثقات بالمناكير. وقال ابن عدي متروك الحديث. قال: وفضيل بن مرزوق قد ضعفه يحيى، وقال ابن حبان: يروي الموضوعات ويخطئ عن الثقات.
إيراد طرق هذا الحديث من أماكن متفرقة: وقد جمع فيه أبو القاسم عبيد الله بن عبد الله بن أحمد الحسكاني جزءا وسماه «مسألة في تصحيح رد الشمس وترغيم النواصب الشمس» وقال: قد روى ذلك من طريق أسماء بنت عميس، وعلي بن أبي طالب، وأبي هريرة، وأبي سعيد الخدري. ثم رواه من طريق أحمد بن صالح المصري وأحمد بن الوليد الأنطاكي والحسن بن داود، ثلاثتهم عن محمد بن إسماعيل بن أبي فديك، وهو ثقة، أخبرني محمد بن موسى الفطري المدني، وهو ثقة أيضا، عن عون بن محمد. قال: وهو ابن محمد بن الحنفية. عن أمه أم جعفر بنت محمد بن جعفر بن أبي طالب، عن جدتها أسماء بنت عميس، أن رسول الله صلى الظهر بالصهباء من أرض خيبر ثم أرسل عليا في حاجة، فجاء وقد صلى رسول الله العصر، فوضع رأسه في حجر علي، فلم يحركه حتى غابت الشمس، فقال رسول الله : اللهم إن عبدك عليا احتبس نفسه على نبيه، فرد عليه شرقها قالت أسماء: فطلعت الشمس حتى رفعت على الجبال فقام علي فتوضأ وصلى العصر، ثم غابت الشمس. وهذا الإسناد فيه من يجهل حاله، فإن عونا هذا وأمه لا يعرف أمرهما بعدالة وضبط يقبل بسببهما خبرهما فيما دون هذا المقام، فكيف يثبت بخبرهما هذا الأمر العظيم الذي لم يروه أحد من أصحاب الصحاح ولا السنن ولا المسانيد المشهورة؟! فالله أعلم. ولا ندري أسمعت أم هذا من جدتها أسماء بنت عميس أم لا.
ثم أورده هذا المصنف من طريق حسين بن الحسن الأشقر، وهو شيعي جلد، وضعفه غير واحد، عن الفضيل بن مرزوق، عن إبراهيم بن الحسن بن الحسن، عن فاطمة بنت الحسين الشهيد، عن أسماء بنت عميس، فذكر الحديث. قال: وقد رواه عن فضيل بن مرزوق جماعة، منهم عبيد الله بن موسى، ثم أورده من طريق أبي جعفر الطحاوي، من طريق عبيد الله، وقد قدمنا روايتنا له من حديث سعيد بن مسعود وأبي أمية الطرسوسي، عن عبيد الله بن موسى العبسي، وهو من الشيعة.
ثم أورده هذا المصنف من طريق أبي جعفر العقيلي، عن أحمد بن داود، عن عمار بن مطر، عن فضيل بن مرزوق الأغر الرقاشي - ويقال: الرؤاسي، أبو عبد الرحمن الكوفي مولى بني عنزة - وثقه الثوري وابن عيينة، وقال أحمد: لا أعلم إلا خيرا. وقال ابن معين: ثقة. وقال مرة: صالح ولكنه شديد التشيع. وقال مرة: لا بأس به. وقال أبو حاتم: صدوق صالح الحديث، يهم كثيرا، يكتب حديثه ولا يحتج به. وقال عثمان بن سعيد الدارمي: يقال: إنه ضعيف. وقال النسائي: ضعيف. وقال ابن عدي أرجو أن لا بأس به. وقال ابن حبان: منكر الحديث جدا، كان يخطئ على الثقات، ويروي عن عطية الموضوعات.
وقد روى له مسلم وأهل السنن الأربعة، فمن هذه ترجمته لا يتهم بتعمد الكذب، ولكنه قد يتساهل، ولا سيما فيما يوافق مذهبه، فيروي عمن لا يعرفه أو يحسن به الظن، فيدلس حديثه، ويسقطه ويذكر شيخه، ولهذا قال في هذا الحديث الذي يجب الاحتراز فيه وتوقي الكذب فيه: عن. بصيغة التدليس، ولم يأت بصيغة التحديث، فلعل بينهما من يجهل أمره، على أن شيخه هذا إبراهيم بن الحسن بن الحسن بن علي بن أبي طالب ليس بذلك المشهور في حاله، ولم يرو له أحد من أصحاب الكتب المعتمدة، ولا روي عنه غير الفضيل بن مرزوق هذا ويحيى بن المتوكل. قاله أبو حاتم وأبو زرعة الرازيان، ولم يتعرضا لجرح ولا تعديل. وأما أمه فاطمة بنت الحسين بن علي بن أبي طالب، وهي أخت زين العابدين، فحديثها مشهور، روى لها أهل السنن الأربعة، وكانت فيمن قدم بها مع أهل البيت بعد مقتل أبيها إلى دمشق وهي من الثقات، ولكن لا يدرى أسمعت هذا الحديث من أسماء أم لا. فالله أعلم.
ثم قد رواه هذا المصنف من حديث أبي حفص الكتاني، ثنا محمد بن عمر القاضي هو الجعابي، حدثني محمد بن القاسم بن جعفر العسكري من أصل كتابه، ثنا أحمد بن محمد بن يزيد بن سليم، ثنا خلف بن سالم ثنا عبد الرزاق، ثنا سفيان الثوري، عن أشعث بن أبي الشعثاء، عن أمه، عن فاطمة، يعني بنت الحسين، عن أسماء أن رسول الله دعا لعلي حتى ردت عليه الشمس. وهذا إسناد غريب جدا، وحديث عبد الرزاق وشيخه الثوري محفوظ عند الأئمة، لا يكاد يترك منه شيء من المهمات، فكيف لم يرو عن عبد الرزاق مثل هذا الحديث العظيم الا خلف بن سالم بما قبله من الرجال الذين لا يعرف حالهم في الضبط والعدالة كغيرهم؟! ثم إن أم أشعث مجهولة. فالله أعلم.

## فاطمة بنت الحسين في موكب السبي
نقلت إلى بلاد الشام بعد مقتل أبيها الحسين بن علي بكربلاء ومعها أختها سكينة بنت الحسين بن علي وعمتها زينب بنت علي بن أبي طالب (العقيلة)، وكانت معهن حينما دخلن على يزيد بن معاوية.

## وفاتها
توفيت ولها من العمر 70 عاما.
وهي أم عبد الله بن الحسن المثنى بن الحسن بن علي، وجدة إدريس الأول مؤسس دولة الأدارسة بالمغرب.
وهي كذلك جدة محمد ذي النفس الزكية جد ملوك المغرب العلويين ، وجدة موسى بن عبد الله الكامل جد الأشراف السليمانيين في المخلاف السليماني وجد الأشراف الهواشم الأمراء والأشراف القتاديين في الحجاز ، وهي كذلك جدة يحيى القائم بالديلم جد الأشراف الحوازمة في المخلاف السليماني ، وهي جدة إبراهيم قتيل باخمر الذي من عقبه الأشراف العياشية والمحاميد والقرون في ينبع .
وهي أيضاً والدة إبراهيم الغمر الشبيه بن الحسن المثنى بن الحسن بن علي وجدة إبراهيم طباطبا بن إسماعيل وابنه محمد جمال الدين القاسم الرسي وذرية إبراهيم طباطبا مؤسسين دولة بالعراق ، وهي أيضاً يحيى بن الحسين بن محمد جمال الدين القاسم الرسي مؤسس دولة السادة الأئمة الرسيين في اليمن ، وهي جدة السادة الأشراف الحمزات.